# The Tailor of Panama
The Tailor of Panama is een Amerikaanse-Iers spionagefilm uit 2001 van John Boorman. De film is gebaseerd op de gelijknamige roman uit van John le Carré uit 1996. Hij werkte samen met Boorman en Andrew Davies eveneens aan het scenario. De hoofdrollen zijn voor Pierce Brosnan, Geoffrey Rush en Jamie Lee Curtis.
In 2001 werd de film genomineerd voor een Gouden Beer tijdens het Filmfestival van Berlijn.

## Rolverdeling
| Acteur              | Personage                     |
| ------------------- | ----------------------------- |
| Hoofdrollen         |                               |
| Pierce Brosnan      | Andrew Osnard                 |
| Geoffrey Rush       | Harry Pendel                  |
| Jamie Lee Curtis    | Louisa Pendel                 |
| Bijrollen           |                               |
| Daniel Radcliffe    | Mark Pendel                   |
| Leonor Varela       | Marta                         |
| Brendan Gleeson     | Michelangelo "Mickie" Abraxas |
| David Hayman        | Luxmore                       |
| John Fortune        | Maltby                        |
| Catherine McCormack | Francesca Deane               |
| Harold Pinter       | Oom Benny                     |

## Trivia
- Dit is de enige film gebaseerd op een roman van Le Carré, waarbij de auteur heeft meegewerkt aan het scenario.
- De film werd opgenomen bij de Ardmore Studios, County Wicklow, Ierland en op locatie in Panama-Stad.